# Skrabbgölen (Målilla socken, Småland)
Skrabbgölen är en sjö i Hultsfreds kommun i Småland och ingår i Emåns huvudavrinningsområde.